# Kaew Pongprayoon
Kaew Pongprayoon est un boxeur thaïlandais né le 28 mars 1980.

## Carrière
Sa carrière amateur est principalement marquée par un titre de champion d'Asie remporté à Zhuhai en 2009 et par une médaille d'argent aux Jeux olympiques de Londres en 2012 dans la catégorie mi-mouches.

## Palmarès

### Jeux olympiques
- Médaille d'argent en -48 kg aux Jeux de 2012 à Londres, Angleterre

### Championnats d'Asie de boxe amateur
- Médaille d'or en -48 kg en 2009 à Zhuhai, en Chine